# Almora
Almora es una junta municipal y pueblo de acantonamiento en el distrito de Almora, del estado de Uttarakhand, en la India. Es la sede administrativa de ese distrito. Almora está ubicado en una cresta en el extremo sur de las Colinas Kumaon de la cordillera del Himalaya, a una distancia de 363 km en carretera desde la capital nacional Nueva Delhi De acuerdo al censo nacional de 2011, Almora tiene una población de 35 513 personas. Estando ubicada entre los picos más altos del Himalaya, Almora disfruta de un clima templado durante todo el año.
Almora fue fundada en 1568 por el rey Kalyan Chand, sin embargo, en la epopeya hindú Mahabharata se hallan relatos de asentamientos humanos en las colinas y alrededores, que datan de los siglos VIII y IX a. C. Almora fue la sede de los reyes Chand que gobernaron el Reino Kumaon. Es considerada el corazón cultural de la región Kumaon de Uttarakhand.
Almora es el lugar de nacimiento del premio Premio Nobel de Fisiología y Medicina, Ronald Ross. También fue la residencia del estudioso estadounidense Walter Evans-Wentz y del escritor alemán Lama Anagarika Govinda.

## Etimología
Almora recibió su nombre de bhilmora o kilmora, una especie de acedera comestible comúnmente encontrada allí, que se usaba para lavar utensilios en el Templo del sol en Katarmal. Las personas que traían dicha planta se llamaban bhilmori o kilmori, y luego "almori", de modo que el lugar llegó a ser posteriormente conocido como "Almora".
Cuando el rey Bhishm Chand sentó las bases de la ciudad, inicialmente la llamó Alamnagar. Antes de eso, Almora era conocido como "Rajapur" durante la fase temprana del gobierno Chand. El nombre 'Rajpur' también se menciona sobre varias placas de cobre antiguas. Todavía hay un lugar llamado Rajpur en Almora.

## Historia
Almora fue fundada en 1568 por Kalyan Chand, durante el gobierno de la dinastía Chand. Antes de eso, la región estaba bajo el control del rey Katyuri Bhaichaldeo, quien donó una parte de Almora a Sri Chand Tiwari.

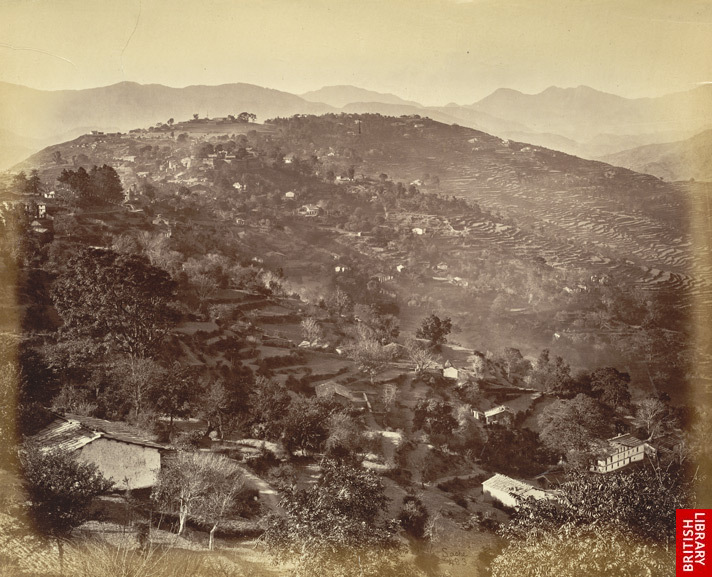
Almora en la década de 1860.

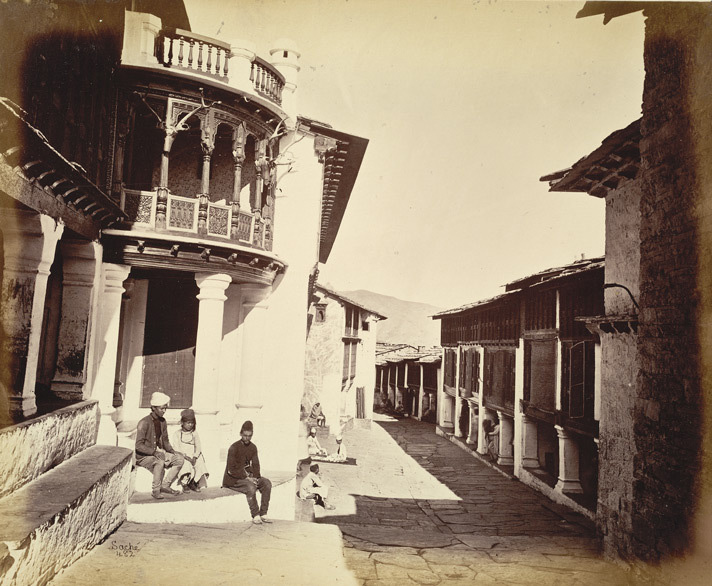
Almora Bazaar, 1860.

De acuerdo con la tradición local, los primeros habitantes de Almora fueron tewaris, a quienes se les exigía que suministraran acedera diariamente para limpiar las vasijas del templo del sol en Katarmal. En Visnú-purana y el Mahabharata se hallan relatos de antiguos asentamiento humanos en la ciudad, y se cree que fueron los sacas, los rajput nagas, kiratas, khasas y los hunas las más antiguas tribus.
Los kauravas y pandavas de la familia real Hastinapur fueron los siguientes príncipes importantes de las llanuras, y se dice que impidieron la conquista de estas. Después de la guerra de Mahabharata, el distrito parece haber permanecido durante algún tiempo bajo el dominio de los reyes de Hastinapur, cuya autoridad nunca fue más que nominal. Los gobernantes reales eran los jefes locales, de los cuales los kulindas (o kunindas) eran probablemente quienes ejercían mayor dominio en la parte sur y oeste de la ciudad. Los khasas eran otra tribu antigua que pertenecía a un linaje ario antiguo y estaba muy dispersa en aquellos tiempos. Ellos le dieron a esta región el nombre de Khasadesha o Khasamandala.
Según los grabados en cobre y piedra, los katyuris fueron los clanes dominantes. A ellos les siguió tiempo después la dinastía Chand, que gobernó desde el año 953 hasta su derrocamiento a fines del siglo XVIII. Durante este tiempo hubo muchos conflictos y una horripilante serie de guerras contra los gobernantes del reino de Garhwal, que culminaron en la destrucción de esa tierra próspera y en el establecimiento del régimen Gurkha. Esta dinastía convirtió a Almora en la sede del poder en 1563. A partir de entonces, el reino de Kumaon se extendió por todo el territorio de los distritos de Almora y Nainital. Hacia finales del siglo XVII, Chand Rajas atacó nuevamente el reino de Garhwal, y en 1688, el rey Udyot Chand erigió varios templos en Almora para marcar su victoria sobre Garhwal y Doti. Uno de ellos es el actual templo de Nanda Devi.
En 1791, los Gorkhas de Nepal invadieron y conquistaron Almora como parte de la expansión de su reino, mientras los británicos evitaban estos invadieran toda la frontera norte. Debido a su repetida intrusión en los territorios británicos de Terai desde 1,800 en adelante, Lord Moira, el Gobernador General de la India, decidió atacar Almora en diciembre de 1814, dando comienzo a la guerra anglo-nepalesa (1814-1816). Está concluyó con la derrota del régimen Gorkha —que duró 24 años— y con la firma del Tratado de Sugauli en 1816, por el cual Nepal tenía que ceder a la Compañía Británica de las Indias Orientales todos los territorios que los Gorkhas habían anexado. Después de la guerra, el antiguo fuerte de Lal Mandi, cerca de Almora, pasó a llamarse Fuerte Moira.
A diferencia de los pueblos de las colinas vecinas como Nainital y Shimla, que fueron desarrollados por los británicos, Almora fue desarrollada mucho antes por los reyes Chand, quienes tenían allí su Corte Superior y su Corte Inferior, esta última en el lugar donde actualmente se localiza el Hospital del Distrito. El lugar donde se encuentra el actual acantonamiento era conocido anteriormente como Lalmandi.

## Geografía

### Ubicación

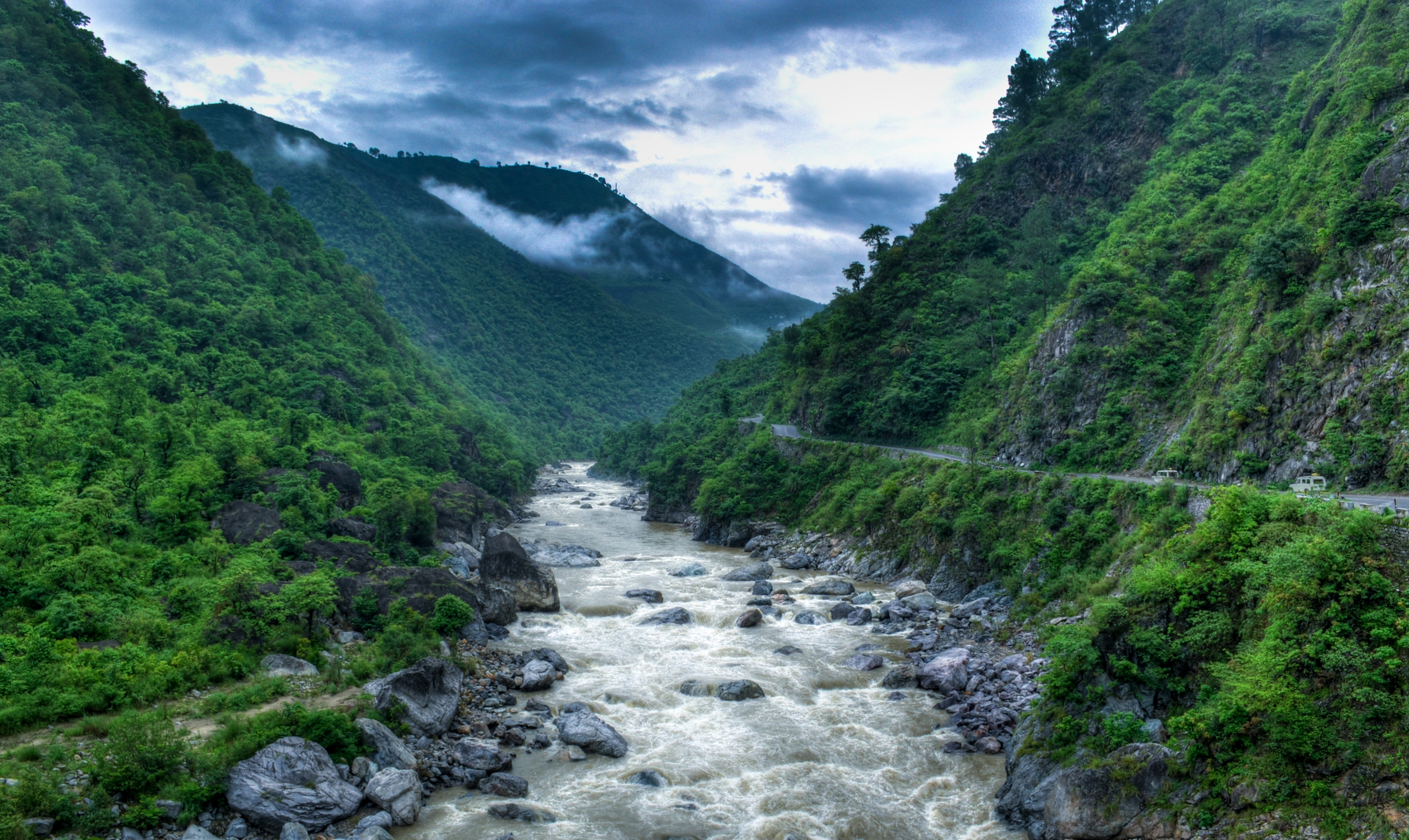
Valle del río Kosi River, cerca de Almora, en Uttarakhand.

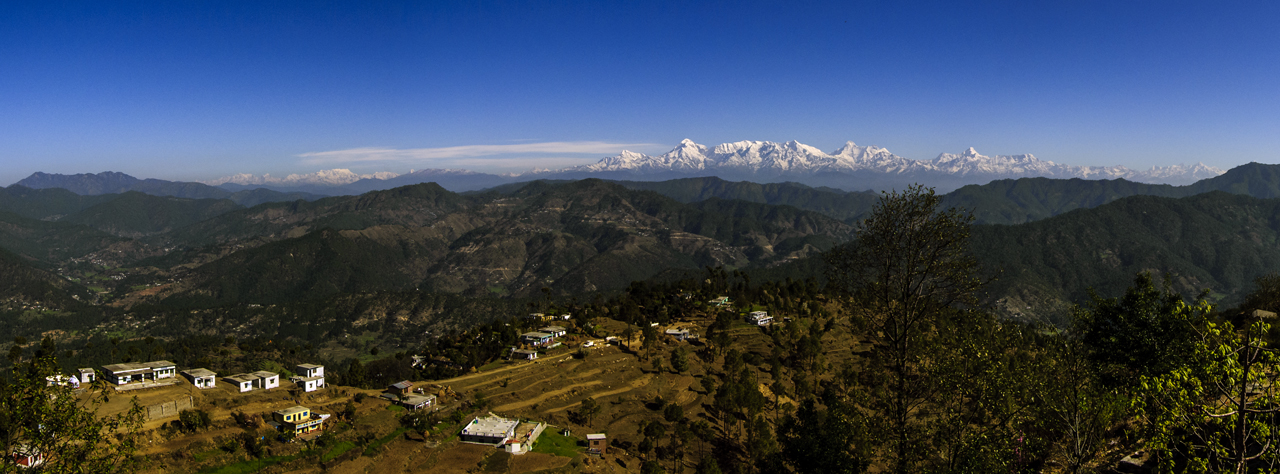
Vista del Himalaya desde Kasar Devi, Almora.

Almora se encuentra a 29.5971°N 79.6591°E, en el distrito de Almora, en el Estado de Uttarakhand. Se encuentra a 365 km al noreste de la capital hindú, Nueva Delhi, y a 415 km al sureste de la capital del Estado, Dehradun. Se encuentra en la división de Kumaon, 63 km al norte de Nainital, su sede administrativa.
Tiene una elevación promedio de 1,861 m sobre el nivel del mar, y está situada en una cresta con forma de silla de caballo, en el extremo sur de las colinas Kumaon, de la cordillera central del Himalaya. La parte oriental de la cresta se conoce como Talifat y la occidental como Selifat. El Mercado de Almora está situado en la cima de la cresta, donde tanto Talifat como Selifat terminan, y está rodeado de densos bosques de pinos y abetos. En los límites del pueblo fluyen los ríos Kosi (Kaushiki) y Suyal (Salmale), y al fondo se pueden ver los Himalayas cubiertos de nieve.

### Clima

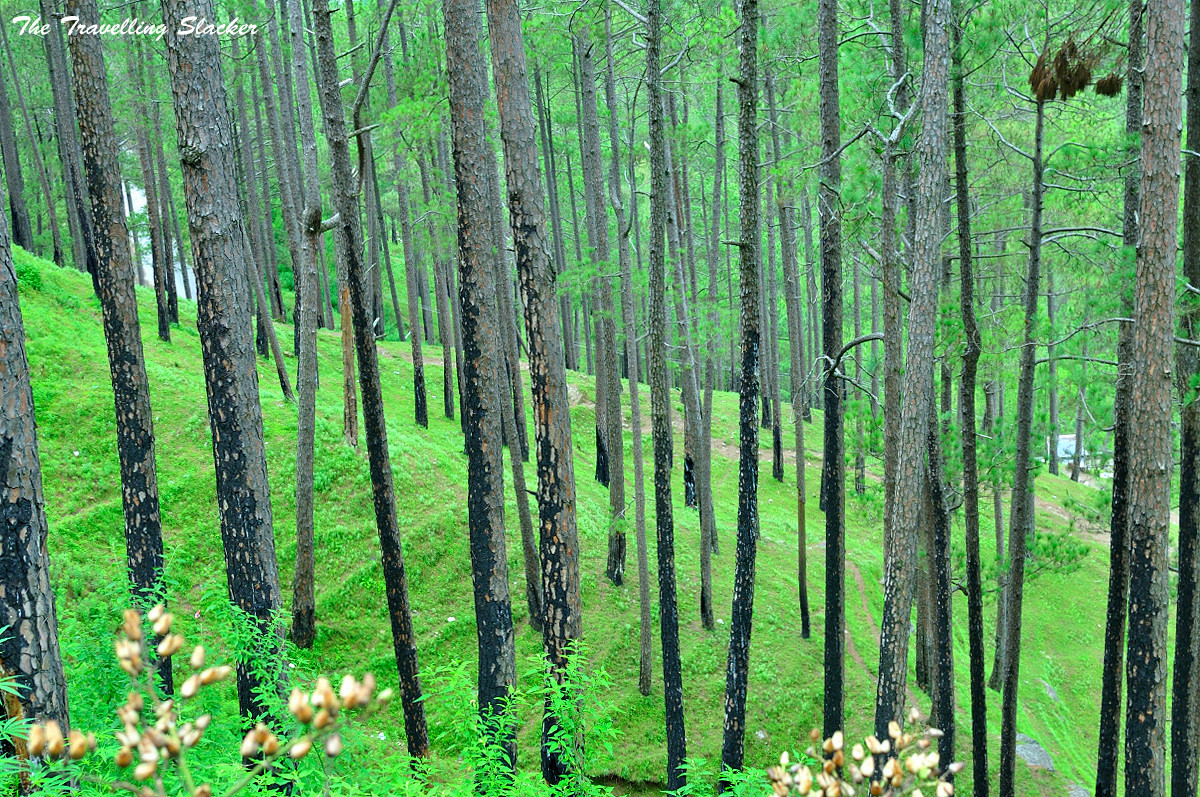
Bosques en Almora.

El clima de Almora se caracteriza por temperaturas relativamente altas y una distribución uniforme de precipitaciones durante todo el año. Su temperatura promedio anual es de 23.5 °C o 74.3 °F. Las principales temporadas son verano, de marzo a junio, la temporada de monzones, de julio a noviembre, y el invierno, de diciembre a febrero. En promedio, el mes más cálido es junio, con 31.1 °C u 88.0 °F, y el más frío enero, con una temperatura de 13.3 °C o 55.9 °F. En verano Almora está bastante cubierto de humedad, debida al flujo de aire marítimo desde el oeste de las células anticiclónicas subtropicales sobre las aguas oceánicas de baja latitud, y las altas temperaturas pueden generar noches cálidas.
La cantidad promedio de precipitación anual en Almora es de 1,132.5 milímetros, con un promedio de 46.8 días de lluvia. Noviembre es el mes con el menor promedio de precipitaciones —4.8 milímetros— y de días de lluvia —0.6 días—, mientras que agosto es donde hay más días de lluvia en promedio —11.9 días—. Los veranos son más lluviosos que los inviernos, con muchas de las precipitaciones provenientes de tormentas generadas por convección, y en algunas regiones por ciclones tropicales. El mes más frío suele ser bastante templado, aunque también hay presencia de heladas. Las precipitaciones invernales se derivan principalmente de ciclones frontales a lo largo del frente polar. El subtipo asignado a este clima en la clasificación climática de Köppen es Cwa: clima subtropical húmedo.

### Flora y fauna
La región tiene una rica diversidad de vegetación natural, con 4,000 especies de plantas, debido a su alta elevación. La flora se puede clasificar como tropical, subtropical del Himalaya y alpina y subalpina. En las zonas alpinas y subalpinas se hallan un gran número de plantas medicinales. Las zonas subalpinas y las afueras de Almora son un santuario natural para el leopardo, el langur , el oso negro del Himalaya, el goral, etc. Mientras que las zonas altas abundan los ciervos almizcleros, los leopardos de las nieves y las cabra azul, entre otros. Toda la zona tiene una gran variedad de aves con coloridos plumajes de magnífico diseño, como el pavo real, el codorniz gris, el francolín ventrinegro, el zorzal silbador, el monal, el perdiz chucar, faisán chir, etc.

## Demografía
| Religiones en Almora (2011)                                                   |
| ----------------------------------------------------------------------------- |
|                                                                               |
| Hinduismo (90.84%) Islam (7.54%) Sijismo (0.23%) Otras o sin religión (1.39%) |

El primer registro de la población de Almora aparece en el libroEl Reino de Nepal de Francis Hamilton, a quien alguien le dijo que en Almora había alrededor de 1,000 casas durante el tiempo del régimen de Gorkha. Luego, el Sr. G.W. Traill, segundo comisionado de la división Kumaon, escribió que en 1821 había 742 casas en Almora, en las que vivían 1,369 hombres, 1,178 mujeres y 968 niños, para un total de 3,505 residentes.
Ya en el censo de India de 2011, Almora contaba con 35,513 habitantes —8,306 hombres y 1,7207 son mujeres— de los cuales 34,122 eran parte de la Junta Municipal de Almora (Nagar Palika Parishad) que fue establecida en 1864 —con 17,358 hombres y 16,764 mujeres—, y 1,391 de la Junta de Acantonamiento de Almora.
La población de niños entre los 0 y 6 es del 8,67%. La tasa de alfabetización es de 86.19%, más alta que el promedio estatal (78.82%); la alfabetización masculina es de alrededor del 88,06%, y la femenina del 84,21%. Del total de la población, 10,057 realizaban actividades laborales o de negocios: 78.56% eran hombres y 21.44% mujeres, mientras que el 93,25% se dedicaba a trabajos principales y el 6,75% a trabajos marginales. La Junta Municipal suple a 8,014 casas de servicios básicos como agua y alcantarillado, y está dividida en 11 distritos en los cuales se realizan elecciones cada 5 años.
El 90,84% de la población practica el hinduismo. Le sigue el islam con un 7,54% de practicantes, siendo la religión minoritaria más grande. Otras religiones como el sijismo, el cristianismo y el budismo también son practicadas por un pequeño grupo de personas. Los idiomas oficiales del Estados son el hindi y el sánscrito, aunque el kumaoni es la lengua materna de la mayoría.

## Educación
En Almora se halla la Universidad Residencial de Uttarakhand. Tiene además 22 escuelas primarias, 7 escuelas intermedias, 2 escuelas secundarias y 9 escuelas secundarias superiores.

## Medios de comunicación
Los principales proveedores de servicios son Dish TV y Doordarshan. BSNL, Vodafone y Airtel tienen las tres redes de telefonía celular más grandes de la ciudad. Hay cibercafés dentro y fuera del pueblo, pero la conectividad de banda ancha es limitada. Existen antenas parabólicas en la mayoría de los hogares y se hallan disponibles los programas que se transmiten en la India. All India Radio tiene una estación local en Almora. También está la estación local A.I.R., fundada en junio de 1986, que transmite en onda media a toda la división Kumaon. Hay múltiples periódicos locales que circulan junto a los periódicos nacionales, todos en hindi o en inglés. 
También se han publicado revistas como Prabuddha Bharata, Almora Akhbar, Shakti y Swadhin Praja. Almora Akhbar fue el semanario más antiguo de la provincia, fundado por A.D. Pt. Buddhiballav en la década de los 1870. En 1913, Badri Datt Pandey pasó a encargarse del trabajo editorial, y la revista pasó de 50-60 clientes a 1,500, pero cerró en 1917. A partir de 1922 se comenzó a publicar el semanario Zila Samachar, que pasó a llamarse Kumaun Kumud y siguió publicándose hasta la década de los 1930.
En 1893-94, Babu Devidas abrió Kumaun Printing Press, que publicó un semanario llamado Kurmanchal Samachar. También se publicó otro semanario llamado Kurmanchal Mitra, pero fue descontinuado después de un tiempo. El Prabuddha Bharata comenzó a publicarse en agosto de 1898 en Almora, siendo editado por Swami Swarupananda.
En 1918 Badri Datt Pandey con la ayuda de sus amigos abrió la imprenta Deshbhakta y comenzó a publicar la revista Shakti. Por conflictos con la revista , algunos de sus socios presentaron demandas, retiraron sus acciones y en 1919 abrieron Sombari Press, con la cual publicaron la revista Jyoti por un tiempo hasta que la imprenta fue vendida. Shakti continuó en circulación hasta 1942, cuando fue clausurada por políticas gubernamentales. La publicación se reanudó nuevamente en 1946 gracias al esfuerzo de Pandit Gobind Ballabh Pant.
En 1930 se publicó un periódico llamado Swadhin Praja, bajo la dirección de Victor Mohan Joshi. En 1934 se publicó el semanario Samta, dirigido por el artesano Hari Prasad Tamta. Este recibió ayuda mensual del gobierno, y su elaboración estuvo inicialmente a cargo de la imprenta Indra Printing Press, y luego de Krishna Press en Haldwani. Desde 1935 Indra Printing Press publica una revista mensual ilustrada llamada Natkhat

## Transporte

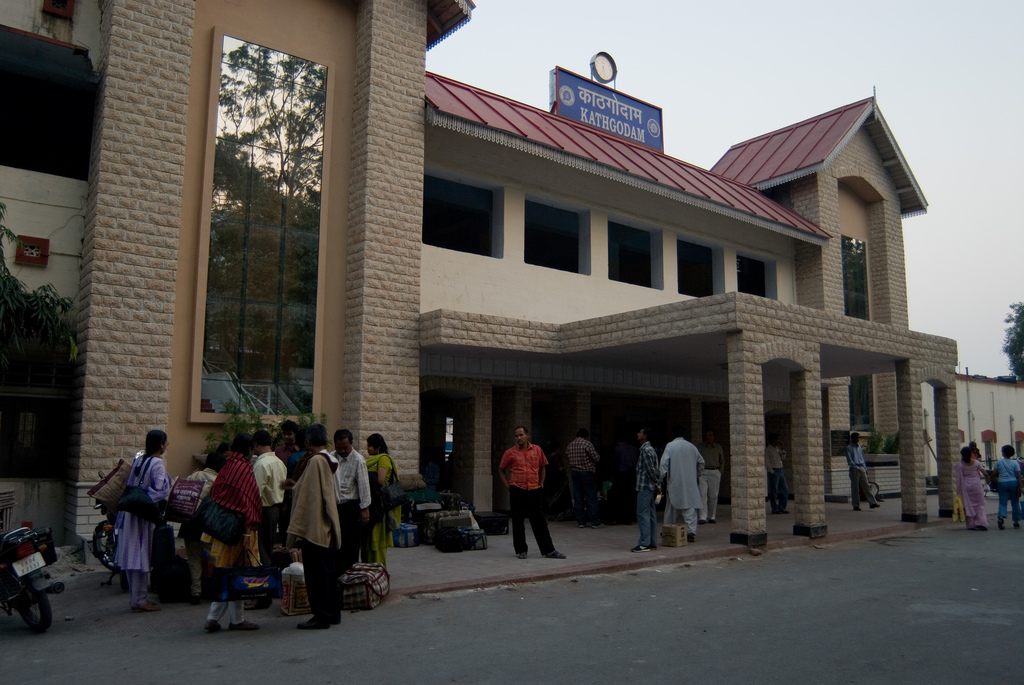
Estación de tren más cercana, en Kathgodam.

El aeropuerto más cercano a Almora es el aeropuerto Pantnagar, ubicado en Pantnagar, que sirve a toda la región de Kumaon. El Aeropuerto Internacional Indira Gandhi es el aeropuerto internacional más cercano. La estación de tren Kathgodam es la más cercana, siendo la última estación de la línea ferroviaria que conecta Kumaon con Delhi , Dehradun y Howrah. 

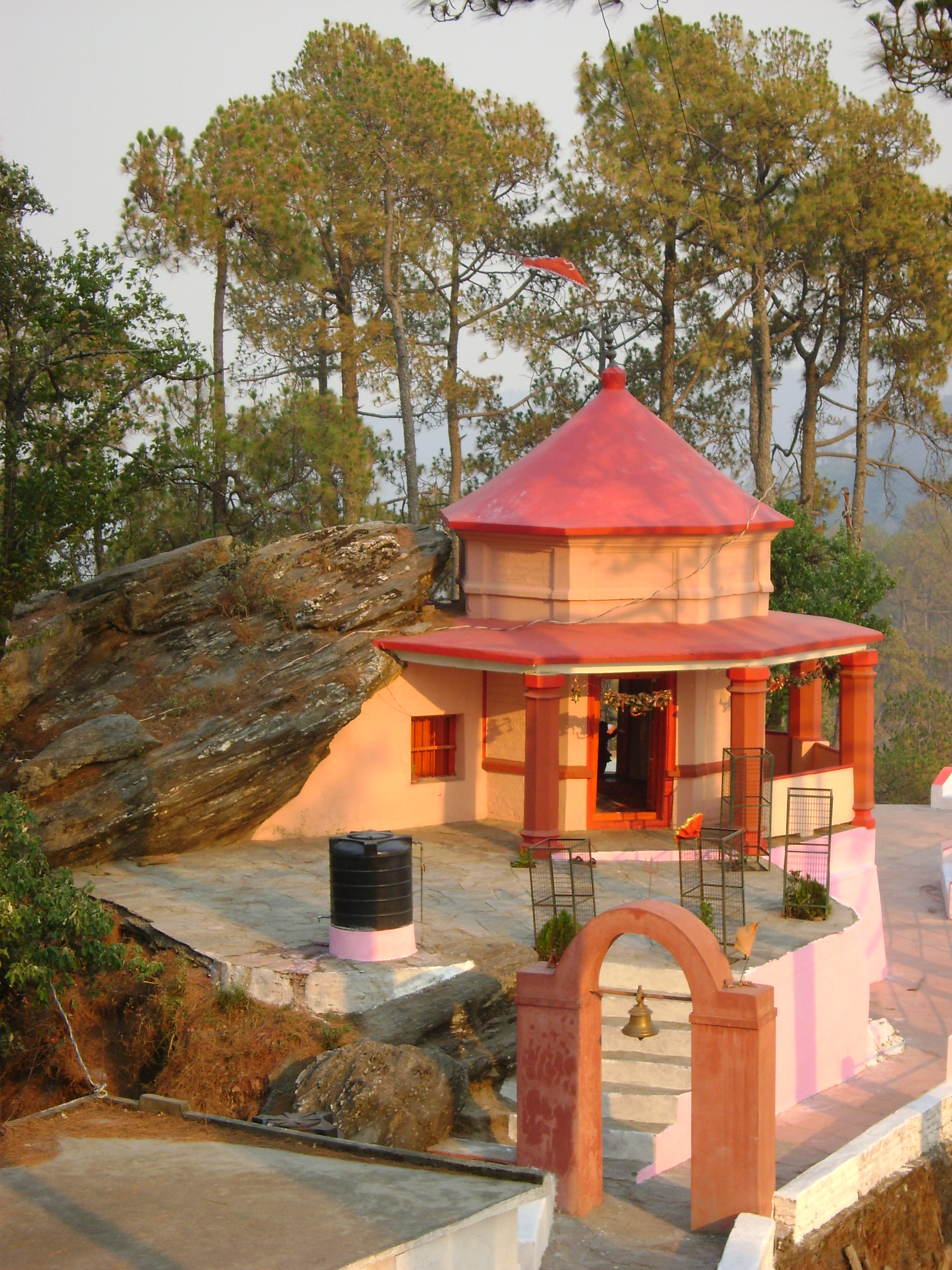
Templo de Kasar Devi.

Almora está bien comunicada con carreteras a los principales destinos del Estado de Uttarakhand y el norte de la India. La Corporación de Transporte de Uttarakhand opera autobuses desde la estación de autobuses de Almora hasta Delhi y Dehradun. Los taxis y autobuses privados, en su mayoría administrados por K.M.O.U., conectan Almora con otros destinos importantes de la región de Kumaon. Almora tiene una oficina de transporte subregional.

## Templos
Cerca de Almora se hallan muchos templos notables, incluidos Kasar Devi, Nanda Devi, Doli Daana, Shyayi Devi, Khakmara, Asht Bhairav, Jakhandevi, Katarmal (Templo del Sol), Pataal Devi, Raghunath Mandir, Badreshwar, Banari Devi, Chitai , Jageshwar, Binsar Mahadev, Garhnath y Baijnath .
El templo de Kasar Devi fue visitado por Swami Vivekananda y cuenta con una casa de Jabad. El templo Rudreshwar Mahadev, cerca de Sanara Ganiya y al lado del río Ram Ganga, está dedicado a Shiva. Hay un templo del sol en Katarmal, cerca del pueblo. 
Flight Booking